# Franz Jaschke

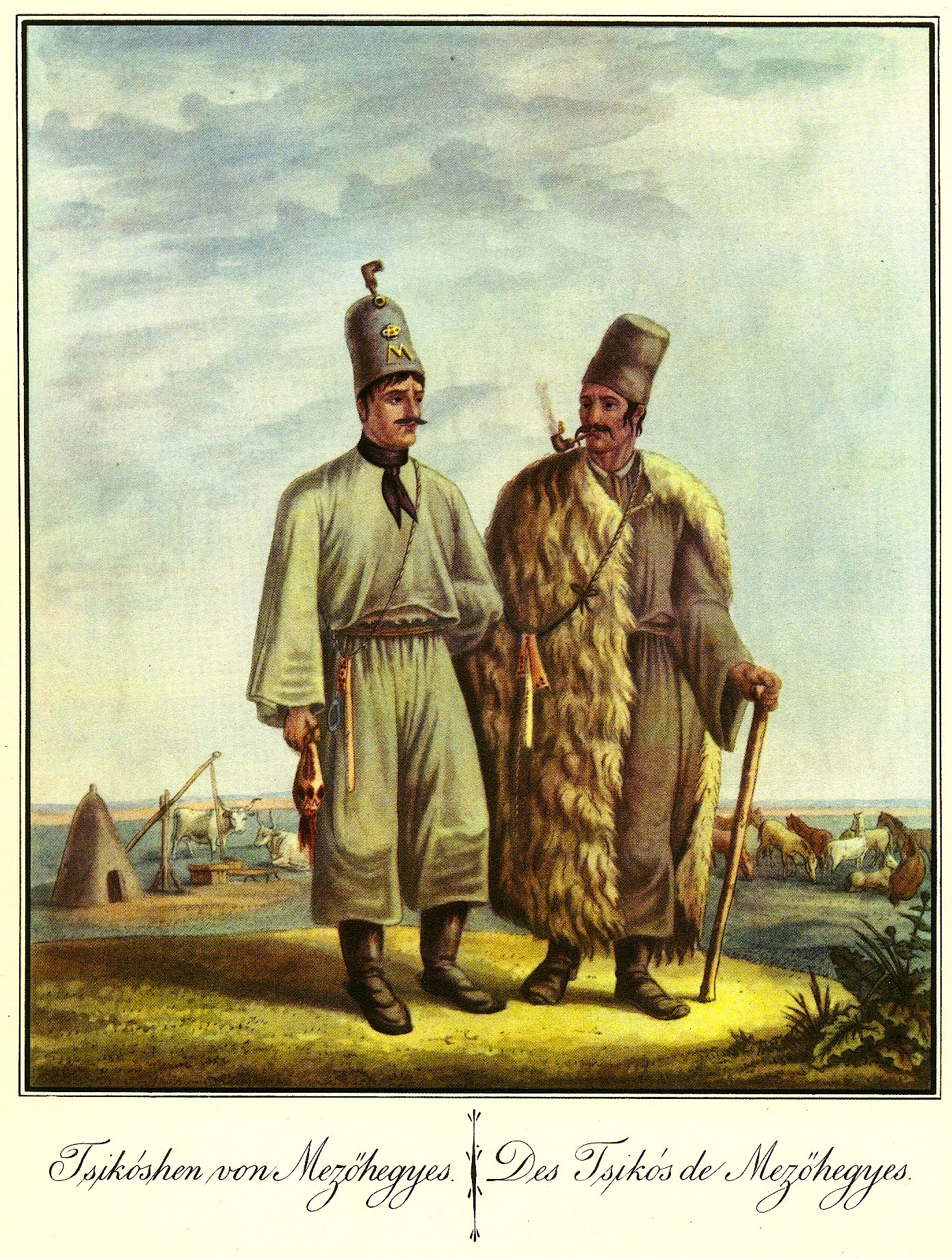
Mezőhegyesi csikósok Jaschke festményén

Franz Jaschke (Rosenthal, Szilézia, 1775 – Bécs, 1842. november 8.) osztrák festő.

## Élete
Jaschke 1794-től tanult festészetet a Bécsi Képzőművészeti Akadémián, ahol kétszer is az akadémia ezüstérmével tüntették ki. 1807-ben a bécsi udvar alkalmazta. A trónörökös udvari festőjeként elkísérte Lajos és József főhercegeket a Habsburg Birodalom különböző tájaira. 1808-ban Horvátország és Magyarország Török Birodalommal határos részeit járta be, egy évvel később Galíciába, Bukovinába, Erdélybe és Magyarországra utazott. 1816-ban Észak-Itália osztrák kézen lévő területeit járta be a hercegek kíséretében. Az utazások során számos festményt készített, amelynek témája a táj mellett a birodalom különböző népeinek viselete, mindennapjai.
Akvarelljei közül sokat valódi neve helyett Jaschky néven szignózott.

## Fordítás
- Ez a szócikk részben vagy egészben  a   Franz Jaschke (1775–1842) című német Wikipédia-szócikk ezen változatának fordításán alapul.  Az eredeti cikk szerkesztőit annak laptörténete sorolja fel. Ez a jelzés csupán a megfogalmazás eredetét és a szerzői jogokat jelzi, nem szolgál a cikkben szereplő információk forrásmegjelöléseként.